# Pamphilioidea
Pamphilioidea is een superfamilie uit de orde van de vliesvleugeligen (Hymenoptera).

## Families
(Indicatie van aantallen soorten per familie tussen haakjes)
- Megalodontesidae  (22)
- Pamphiliidae  (60)

Spinselbladwespen Cameron, 1890